# Hertelendy Ferenc
Hertelendi és vindornyalaki Hertelendy Ferenc Szerafin Mihály (Lesencetomaj,  Zala vármegye, 1859. szeptember 13. – Lesencetomaj,  Zala vármegye, 1919. május 19.), főrendiház tagja, zalai és később temesi főispán, a "Zalamegyei Gazdasági Egyesület" elnöke, földbirtokos, vármegyei bizottsági tag.

## Élete

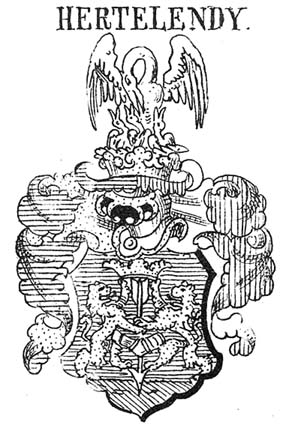
A hertelendi és vindornyalaki Hertelendy család címere.

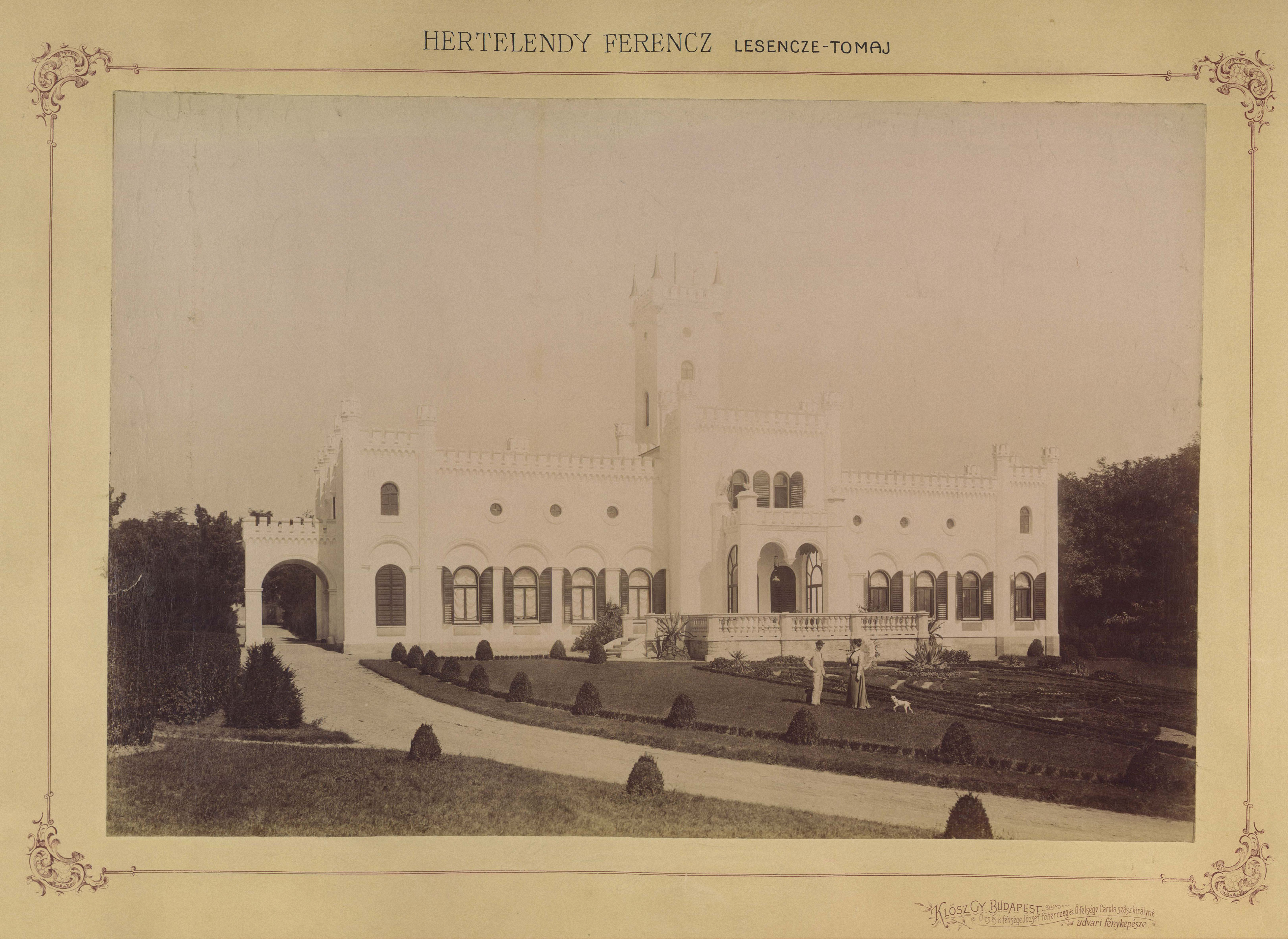
A Hertelendy kastély főhomlokzata Lesencetomajon.

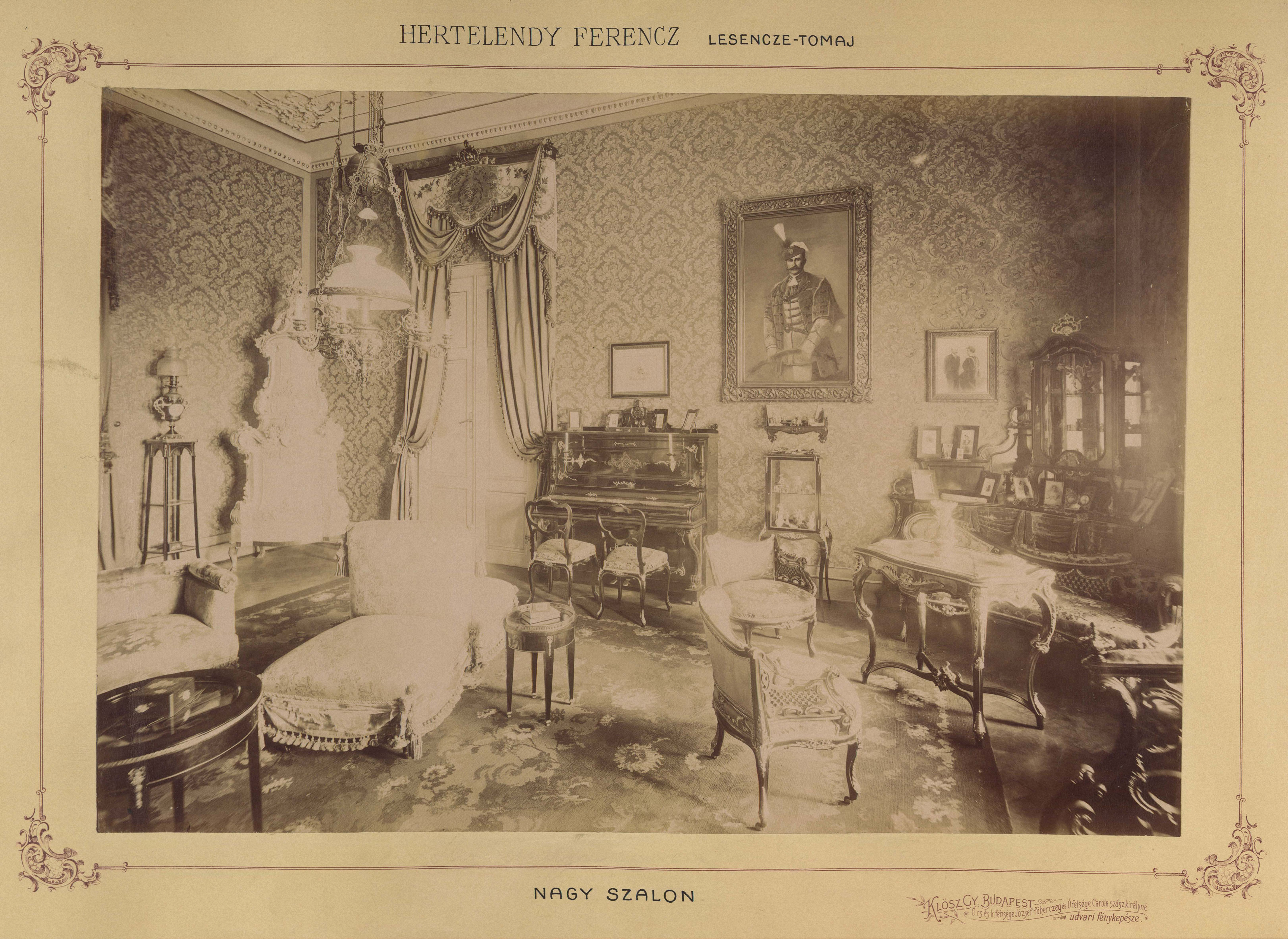
A Hertelendy kastély nagy szalonja Lesencetomajon.

Az ősi dunántúli nemesi származású hertelendi és vindornyalaki Hertelendy családban született. Apja, Hertelendy Kálmán (1820-1875), Zala vármegye főispánja, anyja, nagymádi és várbogyai Bogyay Leontin (1830-1870) volt. Apai nagyszülei hertelendi és vindornyalaki Hertelendy Károly (1786–1861), alispán, földbirtokos, aki Deák Ferencnek volt a követtársa a pozsonyi országgyűlésen, és nedeczei Nedeczky Terézia (1792-1883) úrnő voltak. Anyai nagyszülei várbogyai és nagymadi Bogyay Lajos (1803-1875), királyi kamarás, Zala megyefőnöke, és várbogyai és nagymadi Bogyay Eleonóra (1808-1883) asszony voltak. Keresztszülei, kehidai Deák Ferenc (1803–1876), politikus, országgyűlési követ, miniszter, a „Haza Bölcse”, valamint özvegy hertelendi és vindornyalaki Hertelendy Károlyné nedeczei Nedeczky Terézia (1792-1883) asszony voltak. Hertelendy Ferencnek két nővére volt: az egyik Hertelendy Irén (1851–1929), akinek a férje külsővathi és töreki Töreky Aladár (1849–1917), ügyvéd, földbirtokos; a másik, Hertelendy Rózsa (1854–1932), akinek a férje, nagymányai Koller István (1850–1914), földbirtokos volt.
Középiskolát Budapesten és Pozsonyban végezte, államtudományi jogból Budapesten szerzett oklevelet. Tanulmányai befejeztével először katona, huszár főhadnagyként szolgál. Apja halála után huszonegy éves korában átvette zalamegyei birtoka kezelését. Több mint egy évtizede elnöke a zalavármegyei gazdasági egyesületnek; tevékenyen részt vett a megye gazdasági életében, mint a törvényhatósági bizottság, valamint a közigazgatási bizottság tagja. Nagyobb gazdasági tanulmányutat tett Spanyol- Francia-, Német- és Olaszországban. 1883-ban, 24 éves korában a marcalii kerület megválasztotta egy ízben képviselőjévé; 1884-től mérsékelt ellenzéki programmal országgyűlési képviselő 1887-ig. Azután hosszú ideig nem volt tagja a háznak, mígnem 1900-ban a néppárti Mócsy Antal halála után a tapolcai kerület nagy többséggel a Szabadelvű Párt programjával képviselőjévé választotta Hertelendy Ferencet, aki ugyanabban az évben lépett be ebbe a pártba.
Az 1896-os millenniumi ünnepségekre bandériumot szerveztek, hogy a vármegyét képviselje az uralkodó előtt: Zala vármegye 1896. március 10.-én tartott rendkívüli közgyűlése után nemes Csertán Károly alispán felhívásban fordult a megye hölgyközönségéhez, hogy készítsék el a megye zászlaját a bandérium számára, és a zászló elkészítéséhez szükséges anyagiakat adományok gyűjtésével teremtsék elő. Május végére elkészült a lobogó, felállt a 15 tagú bandérium, melynek vezetője gróf németújvári Batthyány József (1858–1922), és egyik tagja maga a 37 éves Hertelendy Ferenc volt.
1903-ban Tisza István miniszterelnöksége alatt Zalamegye főispánjává nevezte ki a király, és ezzel azonnal az országgyűlési képviselői állásáról lemondott. A főispáni kinevezésekor az újságban azt írták róla, hogy: "Méltán érte tehát az a kitüntetés, hogy vármegyéje főispánjává nevezte ki a király, s Zalavármegye méltán üdvözölheti magas állásában, mert attól a főispántól, akinek ez a vármegye volt a bölcsője, ennek a földjén működött eddig s élén áll ezután, a legáldásosabb, a legnemesebb tevékenységet remélheti a jövőben is. 
Hertelendy Ferencet a közvélemény már régen főispánnak szánta. Szinte önmagától érthető, természetes dolog volt, hogy az első főispán változásnál őt nevezze ki Ő felsége. Kitüntetése nem volt meglepetés. Amint dr. Jankovich László gróf lemondott, a vármegye Hertelendy Ferencet tekintette főispánjának. Úgyszólván belevésődött a közhangulatba, hogy neki kell következnie. Magas állásához, kiváló egyéniségéhez illő tisztelettel, mint Zalavármegye fiát és szűkebb hazánk köz- és társadalmi életének kedvelt alakját, szeretettel üdvözöljük Hertelendy Ferencet Zalavármegye főispáni székében." 1903. december 19.-e és 1906. február 14.-e között Zala vármegye főispánja volt.
1904-ben Andrássy Gyula gróffal együtt kilépett a szabadelvű partból. Az 1905–1906-os magyarországi belpolitikai válság alatt Hertelendy Ferenc főispán állást foglalt és 1905. június 22.-én lemondott tisztségéről. Hertelendy Ferenc elhagyta helyét, amelyet a vármegye egész közönségének osztatlan lelkesedése közben foglalt el. A közönség szeretete és elismerése kísérte, amikor alkotmányos érzéséből fakadó hazafias aggodalmai miatt megvált állásától, amelyet szülőföldje iránti szeretettel, tudással, nagy körültekintéssel és pártok fölött álló igazságérzettel töltött be. A zűrzavaros időszak alatt nyílt kérdés volt, ki lesz a következő zalai főispán. 1906. április 19-én szerepelt az újságban, hogy hetekig nyílt kérdés volt, hogy Festetics Tasziló gróf, boldogfai Farkas József, zalaegerszegi volt képviselő, vagy Hertelendy Ferenc volt főispán legyen-e az új zalai főispán. Mind Festetics Tasziló gróf, mind boldogfai Farkas József elhárította a jelöltséget, és végül később 1906. április 23.-án, a zalai főispáni széket végül a 60-as bizottság elnöke, gróf Batthyány Pál (1860–1934) foglalta el.
Csengeri Háczky Kálmán (1828–1904), földbirtokos 16 évig töltötte be a "Zalavármegyei Gazdasági Egyesület" elnöki tisztét, és 1898-ban lemondott. 1898. szeptember 25.-ei megválasztása óta Hertelendy Ferenc a "Zalavármegyei Gazdasági Egyesület" elnöki tisztét 21 évig látta el egészen haláláig, 1919-ben; ekkor Malatinszky Ferenc alelnök vette át az elnöki teendőket. 1919. szeptember 11.-én dr. Tarányi Ferencet választották meg egyesületi elnökké.
1906-ban a király a főrendiház tagjává nevezte ki. 1907-ben az Osztrák-Magyar Bank főtanácsosává választották. Tagja lett az országos közlekedési tanácsnak. 1908-ban Temesmegye és Temesvár szabad királyi város főispánja lett, amely állásától 1910-ben vált meg. Számos közgazdasági írása jelent meg, többek között a „Borászati Lapok” c. szakfolyóiratban. Igen tevékeny résztvevője volt a közgazdasági életnek, a Magyar Szőlősgazdák Országos Egyesületének alelnöke is lett. Vezető szerepe volt az országos gazdasági életben; tagja is volt az Országos Magyar Gazdasági Egyesület és a Magyar Gazdaszövetség igazgató választmányának, a Cselédes Munkássegélypénztár központi igazgatóságának, alelnöke. Közművelődési egyesületekben is jelentékeny szerepet vitt; tagja volt többek között a Dunántúli Közművelődési Egyesület választmányának. 1914 januárjában Hertelendy Ferenc főrendiházi tagot, többször volt főispánt újabb kitüntetés érte a Szent István rend kis keresztjének megajándékoztatásával.
1919. május 19.-én a lesencetomaji kastélyában saját pisztolyával öngyilkos lett.
Hertelendy Ferenc a politikai kapcsolatait ügyesen használva sokat munkálkodott a Balaton északi partjának turisztikai fejlesztéséért, elsősorban a vasútvonal kiépítése érdekében. A sínek lefektetése nélkül a tó északi partja valószínűleg sosem vált volna olyanná, mint amilyennek ma ismerjük, a turizmuson hatalmasat lendített a kor leggyorsabb tömegközlekedési kapcsolatának kiépítése. Hertelendy volt a tó felvirágoztatásán dolgozó Balatoni Szövetség alelnöke is. 1927-ben a Balatoni Szövetség bazaltból készült emlékművet avatott tiszteletére a badacsonytomaji kilátónál. A Hertelendy család Lesencetomaj utolsó földbirtokosai voltak, az uradalom azonban már a II. világháború vége előtt tönkrement, hajdani kastélyukat 1945-ben a település lakossága lerombolta és széthordta.

### Házasságai és gyermekei
Kenézlőn, 1887. október 20.-án feleségül vette leéki és kenyézlői Farkas Mária Etelka Sarolta "Adél" (*Kenézlő, 1863. június 6.–†Lesencetomaj, 1889. január 31.) kisasszonyt, leéki és kenézlői Farkas Ferenc (1835-1914), földbirtokos, és dévaványai Halassy Ida lányát. Az apai nagyapja leéki és kenézlői Farkas József (1804–1878), földbirtokos volt. A házasságukból egyetlen leány született:
- Hertelendy Ferdinanda Leontina "Nandine" (*Lesencetomaj, 1888. szeptember 13.–†Dobrudzsa, Kényszermunka tábor, 1953.).[27] Férje, kiskamoni dr. Szalay Géza (*Déva, 1878. szeptember 21.–†Dobrudzsa, Kényszermunka tábor, 1953.) temesmegyei nagybirtokos.[28]

Felesége halála után, majd Galsán, 1894. augusztus 26.-án vette gyulai Gaál Iréne Krisztina Mária Ilona (*Győr, 1874. március 29.–†?) kisasszonyt, akinek a szülei gyulai Gaál Ödön (1842-1904), és magurai Augusz Ilona asszony voltak. Második házasságából származott: 
- Hertelendy Ferenc Mária Ödön Gábor (*Lesencetomaj, 1895. augusztus 26.–†?). Neje: ó- és egyházibásti Básti Ilona (*Heves, 1893. december 29.–†?)[30][31]

## Származása
| hertelendi és vindornyalaki Hertelendy Ferenc Szerafin Mihály (Lesencetomaj, Zala vármegye, 1859. szeptember 13. – Lesencetomaj, Zala vármegye, 1919. május 19.) főrendiház tagja, zalai és később temesi főispán, a "Zalamegyei Gazdasági Egyesület" elnöke, földbirtokos, vármegyei bizottsági tag. | Apja: hertelendi és vindornyalaki Hertelendy Kálmán Rudolf (Zalaegerszeg, 1820. március 28. – Lesencetomaj, Zala vármegye, 1875. november 18.) honvédszázados, országgyűlési képviselő, Zala vármegye főispánja, földbirtokos, a "Zalavármegyei Gazdasági Egyesület" ügyvezető elnöke. | Apai nagyapja: hertelendi és vindornyalaki Hertelendy Károly Borromeus (Nagykanizsa, Zala vármegye, 1786. október 12. – Lesencetomaj, Zala vármegye, 1861. november 5.) országgyűlési követ, főszolgabíró, Zala vármegye alispánja.                                       | Apai nagyapai dédapja: hertelendi és vindornyalaki Hertelendy Mihály (1754-1810) szerémi követ, királyi tanácsos, földbirtokos (Szülei: hertelendi és vindornyalaki Hertelendy György, zalai főszolgabíró, földbirtokos és forintosházi Forintos Julianna) |
| hertelendi és vindornyalaki Hertelendy Ferenc Szerafin Mihály (Lesencetomaj, Zala vármegye, 1859. szeptember 13. – Lesencetomaj, Zala vármegye, 1919. május 19.) főrendiház tagja, zalai és később temesi főispán, a "Zalamegyei Gazdasági Egyesület" elnöke, földbirtokos, vármegyei bizottsági tag. | Apja: hertelendi és vindornyalaki Hertelendy Kálmán Rudolf (Zalaegerszeg, 1820. március 28. – Lesencetomaj, Zala vármegye, 1875. november 18.) honvédszázados, országgyűlési képviselő, Zala vármegye főispánja, földbirtokos, a "Zalavármegyei Gazdasági Egyesület" ügyvezető elnöke. | Apai nagyapja: hertelendi és vindornyalaki Hertelendy Károly Borromeus (Nagykanizsa, Zala vármegye, 1786. október 12. – Lesencetomaj, Zala vármegye, 1861. november 5.) országgyűlési követ, főszolgabíró, Zala vármegye alispánja.                                       | Apai nagyapai dédanyja: nemes Naypár Julianna (*Hodász, 1767. február 26.– †Karmacs, 1847. június 19.) (Szülei: nemes Naypár József, földbirtokos és nemes Mlinarics Franciska)                                                                            |
| hertelendi és vindornyalaki Hertelendy Ferenc Szerafin Mihály (Lesencetomaj, Zala vármegye, 1859. szeptember 13. – Lesencetomaj, Zala vármegye, 1919. május 19.) főrendiház tagja, zalai és később temesi főispán, a "Zalamegyei Gazdasági Egyesület" elnöke, földbirtokos, vármegyei bizottsági tag. | Apja: hertelendi és vindornyalaki Hertelendy Kálmán Rudolf (Zalaegerszeg, 1820. március 28. – Lesencetomaj, Zala vármegye, 1875. november 18.) honvédszázados, országgyűlési képviselő, Zala vármegye főispánja, földbirtokos, a "Zalavármegyei Gazdasági Egyesület" ügyvezető elnöke. | Apai nagyanyja: nedeczei Nedeczky Terézia Antónia (*Pécs, 1792. november 12.– †Lesencetomaj, 1883. február 27.) | Apai nagyanyai dédapja: nedeczei Nedeczky Rudolf (*Nagyszombat, 1763. április 17.– †1828. június 1.) baranyai főszolgabíró, földbirtokos (Szülei: nedeczei Nedeczky Tamás, földbirtokos és niczki Niczky Franciska)                                        |
| hertelendi és vindornyalaki Hertelendy Ferenc Szerafin Mihály (Lesencetomaj, Zala vármegye, 1859. szeptember 13. – Lesencetomaj, Zala vármegye, 1919. május 19.) főrendiház tagja, zalai és később temesi főispán, a "Zalamegyei Gazdasági Egyesület" elnöke, földbirtokos, vármegyei bizottsági tag. | Apja: hertelendi és vindornyalaki Hertelendy Kálmán Rudolf (Zalaegerszeg, 1820. március 28. – Lesencetomaj, Zala vármegye, 1875. november 18.) honvédszázados, országgyűlési képviselő, Zala vármegye főispánja, földbirtokos, a "Zalavármegyei Gazdasági Egyesület" ügyvezető elnöke. | Apai nagyanyja: nedeczei Nedeczky Terézia Antónia (*Pécs, 1792. november 12.– †Lesencetomaj, 1883. február 27.) | Apai nagyanyai dédanyja: Stróbel Erzsébet (*1772– †Pécs, 1817. április 24.) (Szülei: Stróbel Zsigmond, gróf Batthyány Fülöp uradalmi kormányzója és Hölbling Terézia)                                                                                      |
| hertelendi és vindornyalaki Hertelendy Ferenc Szerafin Mihály (Lesencetomaj, Zala vármegye, 1859. szeptember 13. – Lesencetomaj, Zala vármegye, 1919. május 19.) főrendiház tagja, zalai és később temesi főispán, a "Zalamegyei Gazdasági Egyesület" elnöke, földbirtokos, vármegyei bizottsági tag. | Anyja: nagymádi és várbogyai Bogyay Leontin Oktávia Amália Elenóra Magdolna (*Zalahaláp, 1830. március 24.– †Lesencetomaj, 1870. november 9.) | Anyai nagyapja: várbogyai és nagymádi Bogyay Lajos (*Zalahaláp, Zala vármegye, 1803. január 9. – Keszthely, 1875. december 19.) császári és királyi kamarás, Zala vármegye megyefőnöke 1849 és 1860 között, a Ferenc József-rend és a Vaskoronarend vitéze, földbirtokos. | Anyai nagyapai dédapja: várbogyai és nagymádi Bogyay Ignác (*Sármellék, 1778. szeptember 9.– †Zalahaláp, 1805. szeptember 7.) földbirtokos (Szülei: várbogyai és nagymádi Bogyay Péter, földbirtokos és kisbarnaki Farkas Judit)                           |
| hertelendi és vindornyalaki Hertelendy Ferenc Szerafin Mihály (Lesencetomaj, Zala vármegye, 1859. szeptember 13. – Lesencetomaj, Zala vármegye, 1919. május 19.) főrendiház tagja, zalai és később temesi főispán, a "Zalamegyei Gazdasági Egyesület" elnöke, földbirtokos, vármegyei bizottsági tag. | Anyja: nagymádi és várbogyai Bogyay Leontin Oktávia Amália Elenóra Magdolna (*Zalahaláp, 1830. március 24.– †Lesencetomaj, 1870. november 9.) | Anyai nagyapja: várbogyai és nagymádi Bogyay Lajos (*Zalahaláp, Zala vármegye, 1803. január 9. – Keszthely, 1875. december 19.) császári és királyi kamarás, Zala vármegye megyefőnöke 1849 és 1860 között, a Ferenc József-rend és a Vaskoronarend vitéze, földbirtokos. | Anyai nagyapai dédanyja: bocsári Svastics Jozefa (*Szentgáloskér, 1780. április 30. – †Zalahaláp, 1819. január 28.) (Szülei: bocsári Svastics Antal, földbirtokos és vizeki Tallián Magdolna)                                                              |
| hertelendi és vindornyalaki Hertelendy Ferenc Szerafin Mihály (Lesencetomaj, Zala vármegye, 1859. szeptember 13. – Lesencetomaj, Zala vármegye, 1919. május 19.) főrendiház tagja, zalai és később temesi főispán, a "Zalamegyei Gazdasági Egyesület" elnöke, földbirtokos, vármegyei bizottsági tag. | Anyja: nagymádi és várbogyai Bogyay Leontin Oktávia Amália Elenóra Magdolna (*Zalahaláp, 1830. március 24.– †Lesencetomaj, 1870. november 9.) | Anyai nagyanyja: várbogyai és nagymadi Bogyay Eleonóra Borbála (*Somogyfajsz, 1808. december 14.– †Keszthely, 1883. december 27.) | Anyai nagyanyai dédapja: várbogyai és nagymadi Bogyay Péter (*Sármellék, 1779. december 29.– †Somogyfajsz, 1859. február 10.) (Szülei: várbogyai és nagymádi Bogyay Péter, földbirtokos és kisbarnaki Farkas Judit)                                        |
| hertelendi és vindornyalaki Hertelendy Ferenc Szerafin Mihály (Lesencetomaj, Zala vármegye, 1859. szeptember 13. – Lesencetomaj, Zala vármegye, 1919. május 19.) főrendiház tagja, zalai és később temesi főispán, a "Zalamegyei Gazdasági Egyesület" elnöke, földbirtokos, vármegyei bizottsági tag. | Anyja: nagymádi és várbogyai Bogyay Leontin Oktávia Amália Elenóra Magdolna (*Zalahaláp, 1830. március 24.– †Lesencetomaj, 1870. november 9.) | Anyai nagyanyja: várbogyai és nagymadi Bogyay Eleonóra Borbála (*Somogyfajsz, 1808. december 14.– †Keszthely, 1883. december 27.) | Anyai nagyanyai dédanyja: bezerédi Bezerédj Magdolna (*1788– †Nagybajom, 1829. június 21.) (Szülei: bezerédi Bezerédj Zsigmond, földbirtokos és becsvölgyi Paiss Anna)                                                                                     |